# 安特衛普大學
安特衛普大學（荷蘭語：Universiteit Antwerpen）是比利時的主要大學之一，位於安特衛普。

## 历史
該校於2003年由中央安特衛普國立大學、聖伊格內修斯安特衛普學院及安特衛普大學研究所合併而成，其歷史可以追溯至1852年。

## 排名
2021年泰晤士高等教育世界大學排名，安特衛普大學名列全球第170位。
2024年該校於泰晤士高等教育世界大學聲譽排名位列全球第161位。

## 外部連結

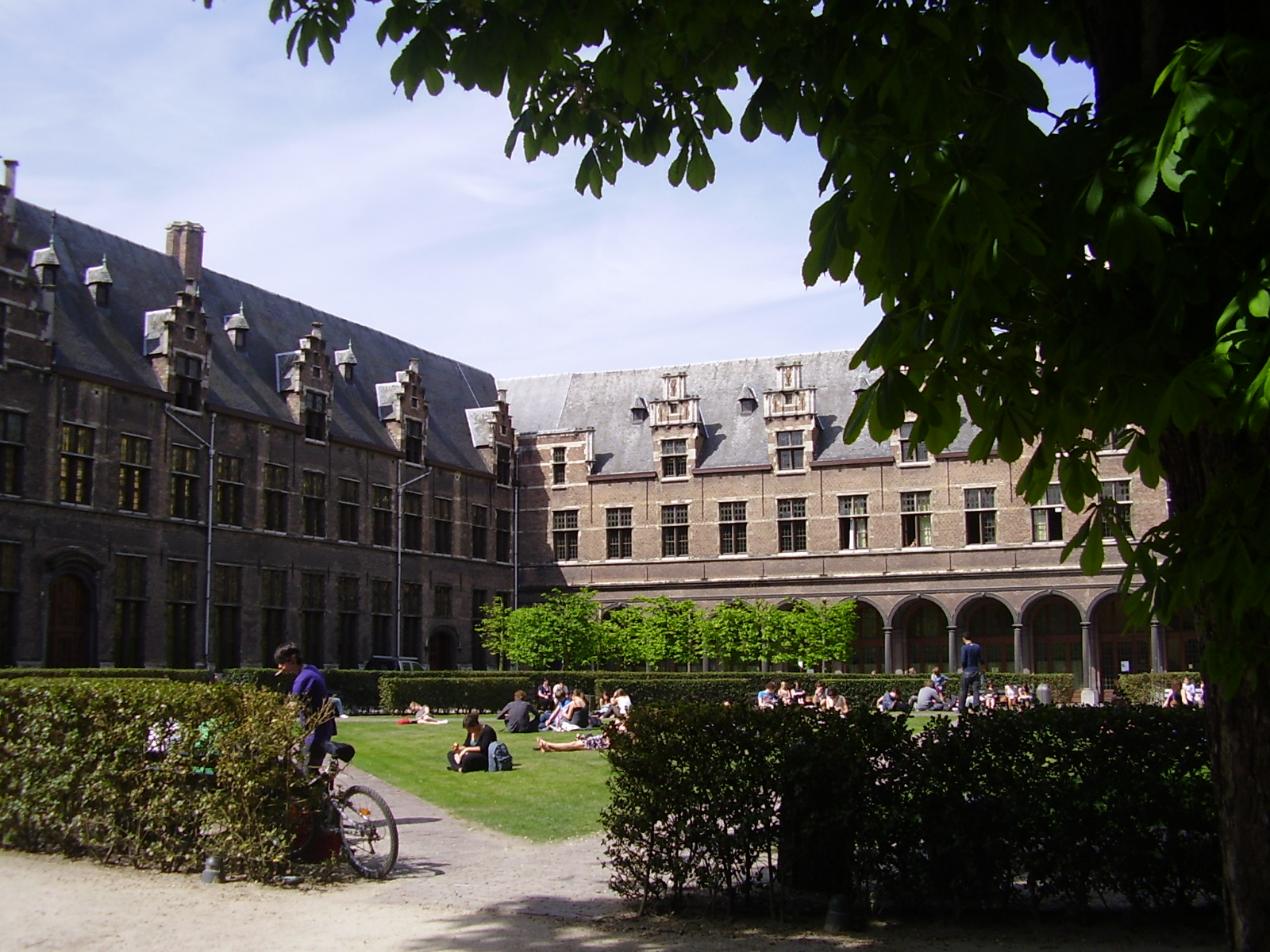
校区方庭

- Universiteit Antwerpen Official Web site
- More information about higher education in Flanders/Belgium (in English) （页面存档备份，存于）
- Find an officially recognised programme of this institution in the Higher Education Register （页面存档备份，存于）

51°13′22″N 04°24′36″E / 51.22278°N 4.41000°E